# 제20호 과학위성 하야부사
하야부사(일본어: 隼, 정식 명칭: MUSES-C)는 일본 최초의 소행성 탐사선으로 일본어로 매를 의미한다. 2003년에 발사해 샘플을 채취하고 2010년 6월 14일 60억km를 비행한 후 귀환했다.

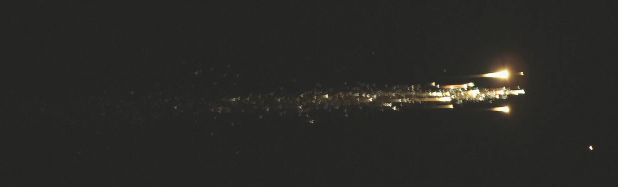
지구로 귀환하는 하야부사

## 과정
M-V 로켓에 의해 발사되었으며 지구 스윙바이를 통해 2005년에 도착할 수 있었다. 소행성을 여러 가지 관찰하면서 그중에서 선택해 금속구로 발사해 채취한다. 무엇보다 이 탐사선을 통해 달 이외의 천체의 물질을 가져온 것은 세계 최초이며 가장 멀리 여행하고 돌아온 탐사선으로 기록 되었다. 하야부사는 2010년 6월 13일 대기권에 진입하였으며 본체는 모두 불타 소멸되고 캡슐만이 호주 우메라 사막에 안착하여 회수되었다. 캡슐은 초속 12 km, 시속 4만km의 속도로 대기권에 재돌입, 섭씨 1만°C의 고온에 노출된 후, 낙하산을 열어서 착륙했다.

## 이온 엔진
일본 JAXA에 의해 2003년 M-V로 발사한 하야부사는 태양을 두바퀴 돌아 약 20억km를 비행한 후, 소행성 이토카와에 착륙해서 시료를 채취하고 지구로 귀환하는 500 kg 무게의 탐사선이다. JAXA는 하야부사를 통해 소량의 연료로 우주를 장기간 계속 비행하는 기술을 확보했다. 전기의 힘으로 제논을 이온화해 분사하는 엔진 3대는 1천시간 이상이나 가동을 계속했다.

## 미네르바
미네르바는 직경이 12cm인 소형 랜더이다. 2005년 11월 19일 성공적으로 하야부사에서 분리되었으나, 얼마 가지 못하고 오작동하여 실패했다.

## 같이 보기
- 히텐 - 일본의 달 탐사
- 가구야 - 일본의 달 탐사
- 아카츠키 - 일본의 금성 탐사